# Claudio Marchisio
Claudio Marchisio (født 19. januar 1986) er en italiensk tidligere professionel fodboldspiller, som spillede som midtbanespiller i sin karriere. Han tilbragte størstedelen af karrieren hos sin barndomsklub Juventus, hvor han var med til at vinde Serie A syv gange.

## Klubkarriere

### Juventus

#### Tidlige karriere og leje til Empoli
Marchisio kom igennem ungdomsakademiet hos Juventus, og fik sin chance på førsteholdet i 2006-07 sæsonen, da Juventus var blevet tvangsnedrykket til Serie B.
Efter oprykning til Serie A, blev Marchisio i 2007-08 sæsonen udlejet til Empoli i søgen om mere spilletid.

#### Gennembrud
Marchisio fik sin chance på Juventus holdet i 2008-09 sæsonen, og tog den stærkt, da han etablerede sig som en fast mand på midtbanen. Han blev i 2009 kåret som årets spiller i klubben af fansene.
I 2011-12 sæsonen indgik Marchisio i en midtbanetrio sammen med Andrea Pirlo og Arturo Vidal, som blev givet kælenavnet M-V-P. Sæsonen kulminerede med, at Juventus vandt deres første mesterskab i ni år, og det første i Marchisios karriere.
Marchisio var i 2014-15 sæsonen del af, at Juventus nåede til Champions League-finalen, hvor de dog tabte til FC Barcelona. Han blev kåret som del af turneringens hold for sine præstationer i turneringen.
I 2016-17 sæsonen vandt Juventus det italienske mesterskab for sjette sæson i streg som den første klub nogensinde. Marchisio, sammen med Gianluigi Buffon, Andrea Barzagli, Giorgio Chiellini, Stephan Lichtsteiner og Leonardo Bonucci havde været med til alle seks titler som de eneste spillere.
Marchisio døjede med gentagende skadesproblemer i 2017-18 sæsonen, og i august 2018, efter 25 år og 389 førsteholdskampe for klubben, så blev Marchisio og Juventus enige om at ophæve hans kontrakt.

### Zenit Skt. Petersborg
Marchisio skiftede i september 2018 til russiske Zenit Skt. Petersborg. Han spillede en enkelt sæson for klubben, med begrænset spilletid på grund af skadesproblemer.
I oktober 2019 annoncerede Marchisio, at han indstillede spillerkarrieren.

## Landsholdskarriere

### Ungdomslandshold
Marchisio har repræsenteret Italien på U/21-niveau.

### Seniorlandshold
Marchisio debuterede for Italiens landshold den 12. august 2009. Han var del af Italiens trupper til flere internationale turneringer.

## Titler
Juventus
- Serie A (7): (2011-12, 2012-13, 2013-14, 2014-15, 2015-16, 2016-17, 2017-18)
- Serie B (1): 1 (2006-07)
- Supercoppa Italiana (3): 3 (2012, 2013, 2015)
- Coppa Italia (4): (2014-15, 2015-16, 2016-17, 2017-18)

Zenit Skt. Petersborg
- Ruslands Premier League: 1 (2018-19)

Individuelle
- U/21 Europamesterskabet Turneringens hold (1): (2009)
- UEFA Champions League Sæsonens hold (1): (2014-15)